# Kees Leibbrandt
Kees Leibbrandt (Amsterdam?, 27 mei 1932 – Amsterdam, 27 februari 1965) was een Nederlandse journalist en schrijver van jeugdliteratuur.

## Loopbaan
Vanaf 1952 was Kees Leibbrandt journalist en redacteur van Het Parool. Hij geniet vooral bekendheid vanwege zijn boek Spaghetti van Menetti uit 1964, dat geïllustreerd werd door Carl Hollander. Het boek werd meerdere malen herdrukt en in 2007 door Theater Fantast bewerkt tot een toneelvoorstelling. Twee jaar na zijn overlijden in 1965 werd zijn tweede boek, Speurder op bed, alsnog postuum gepubliceerd.

## Persoonlijk
Leibbrandt was gehuwd met Sonja van Dijk en kreeg twee kinderen: Hugo (1959) en Jessica (1962).